# Араби в България
Арабите в България са предимно преселници от арабските страни, по-специално от Ливан, Сирия, Палестинската автономия, Ирак, Йордания и също малки групи от Египет, Алжир, Тунис, Мароко, Либия и Судан.
В допълнение в България има хора от арабските страни, които са със статут на бежанци (бежанците от Сирийската гражданска война, но само 10% от тях са сирийски араби, а останалите 90% от тях са сирийски кюрди) или са нелегални имигранти (алжирци, основно от берберски произход, и обикновено погрешно наричани араби), опитващи се да имигрират към западна Европа.
В България, по-точно в столицата София, има няколко арабски училища. Към момента училищата са три: ливанско (училище – „Джубран Халил Джубран“), иракско и най-новото палестинско, където децата на чуждестранни граждани с арабски произход се записват да учат, а също така и децата от смесени бракове.

## Известни араби в България
- Аладин Харфан
- Ашраф ал-Хаджудж
- Башар Рахал
- Гати ал-Джибури
- Дани Кики
- Карла Рахал
- Лиа Саад[3]
- Марио ал-Джибури
- Морис Фадел
- Мохамед Халаф
- Мохд Абуаси
- Насър Ал-Ахмед
- Нидал Алгафари
- Нидал Хлайф
- Оля Ал-Ахмед
- Самир Аяс
- Семир Абумелих
- Ходор Факих